# Uleanivka, Vasîlkivka
Uleanivka (în ucraineană Улянівка) este un sat în așezarea urbană Vasîlkivka din raionul Vasîlkivka, regiunea Dnipropetrovsk, Ucraina.

## Demografie
Componența lingvistică a localității Uleanivka
     Ucraineană (85,71%)
     Rusă (14,29%)
Conform recensământului din 2001, majoritatea populației localității Uleanivka era vorbitoare de ucraineană (85,71%), existând în minoritate și vorbitori de rusă (14,29%).